# Інноваційна інфраструктура
Інноваці́йна інфраструкту́ра — весь необхідний спектр державних і приватних установ та організацій, які забезпечують розвиток і підтримку всіх стадій інноваційного циклу.
До неї належать:
- виробничо-технологічні структури (технопарки, інноваційно-технологічні центри, бізнес-інкубатори, інноваційно-технологічні та інжинірингові фірми, фірми, що виготовляють імпортозамісну продукцію);
- об'єкти інформаційної системи (аналітичні і статистичні центри, інформаційні бази і мережі);
- організації з підготовки і перепідготовки кадрів в області технологічного менеджменту (поява нової категорії фахівців з комерціалізації результатів НДДКР);
- фінансові структури (позабюджетні, венчурні, страхові фонди, кредитно-гарантійні організації небанківського сектора, банки, фінансово-промислові групи, орієнтовані на технологічну інноваційну діяльність);
- система експертизи (центри можуть давати експертні висновки для виробників, інвесторів, страхових служб і т. д.);
- система патентування, ліцензування і консалтингу з питань охорони, захисту, оцінки і використання інтелектуальної власності, оцінки комерціалізації наукових результатів;
- розвинута система сертифікації, стандартизації й акредитації.

## Стан інноваційної інфраструктури в Україні
В Україні законодавча база переходу до інноваційної економіки загалом сформована, однак стан інноваційної інфраструктури досі лишається на низькому рівні через безсистемність та неналежну державну підтримку вітчизняних підприємств. У зв’язку з чим інноваційна інфраструктура не спроможна надавати якісні послуги щодо комерціалізації інновацій винахідникам чи промисловим підприємствам. Станом на початок 2015 року інноваційна інфраструктура налічувала більше 400 об’єктів, серед них: наукові, навчальні центри – 108, центри комерціалізації об’єктів права інтелектуальної власності – 38, навчальні науково-виробничі комплекси – 34, центри інновацій та трансферу технологій – 24, бізнес-інкубатори – 23, технологічні парки – 12, кластери – 10, інвестиційний (інноваційний) венчурний фонд – 1. Однак, їх ефективність лишається на низькому рівні. Виходячи з міжнародної практики, якщо у ВВП країни частка інноваційної продукції складає менше 20%, то національна продукція втрачає конкурентоспроможність.
Середньоєвропейський показник складає 25–35%. В Україні ж зростання ВВП на основі нових технологій сягає лише 4%, а частка інноваційно активних підприємств сягає близько 16%.
Основним джерелом фінансування інноваційної діяльності підприємств є власні кошти (97,2% від загальної суми витрат). Державні кошти складають лише 0,4% від загальної суми, 0,42% — кошти інвесторів, і майже 2% — інші джерела фінансування. З цього випливає, що держава відіграє найменшу роль в підтримці інноваційної діяльності України, і це є основною проблемою реалізації інноваційної політики на вітчизняних підприємствах.